# Ervillers Military Cemetery
Le Ervillers Military Cemetery est un cimetière militaire de la Première Guerre mondiale, situé sur le territoire de la commune d'Ervillers , dans le département du Pas-de-Calais, à l'est d'Arras.

## Localisation
Ce cimetière est situé rue de l'Église, au sud du village, tout près des dernières habitations.

## Histoire

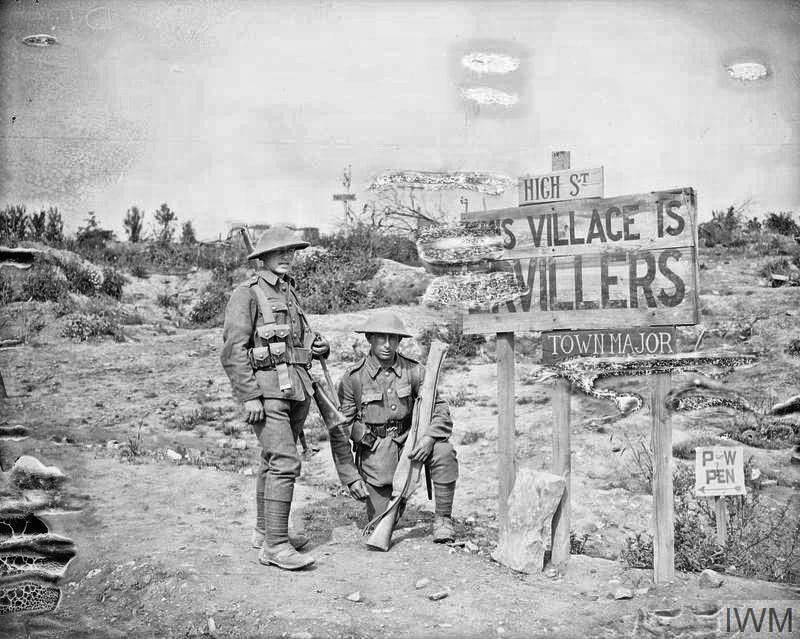
Les soldats britanniques posant à Ervillers
le 17 juin 1917.

Aux mains des Allemands dès fin août 1914, le village restera loin des combats jusqu'en mars 1917, date à laquelle les Allemands évacueront tous les habitants et détruiront complètement les habitations pour transformer la zone en un no man's land à la suite de leur retrait sur la ligne Hindenburg.
Les ruines du village sont alors attaquées par la  7e division britannique en mars 1917 et prises le deux avril. Le secteur fut de nouveau perdu le 21 mars 1918 lors de l'offensive du Printemps de l'armée allemande et repris définitivement par la 45e London Division le 28 août suivant, après de violents combats.
Deux cimetières ont été construits par les Allemands à Ervillers. Le premier, qui est l'actuel cimetière militaire, contenait les tombes de certains prisonniers du Commonwealth et a été exploité par les troupes du Commonwealth en 1917. Après l'armistice, les tombes allemandes ont été enlevées.
Le cimetière militaire d'Ervillers contient aujourd'hui 67 sépultures du Commonwealth de la Première Guerre mondiale, dont quinze sont non identifiées.

## Caractéristiques
Ce cimetière a un plan rectangulaire de 25 m sur 17 et est entouré d'un muret de silex et de moellons.

## Sépultures
| Pays        | Sépultures |
| ----------- | ---------- |
| Royaume-Uni | 66         |
| Australie   | 1          |
| Total       | 67         |

## Galerie

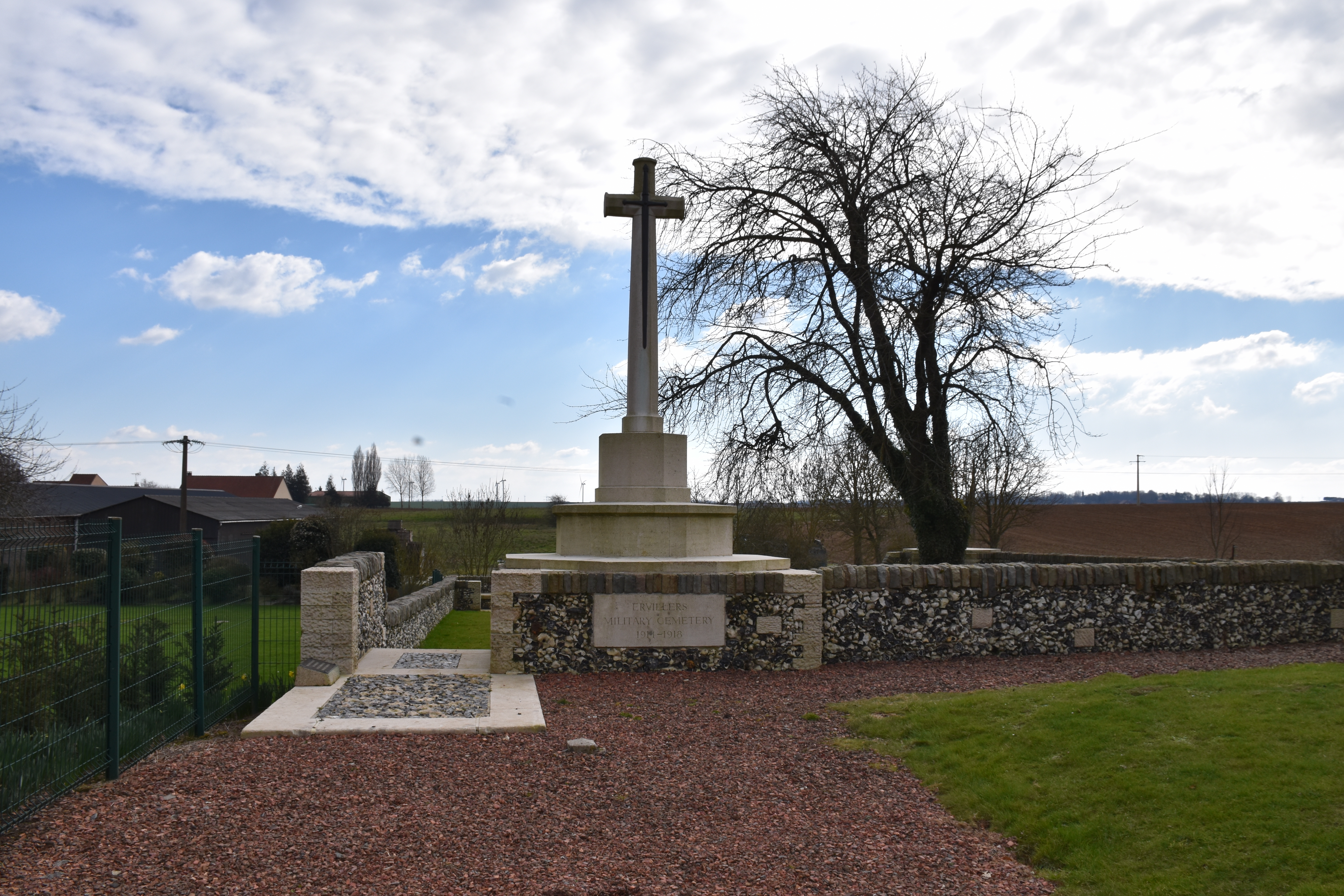
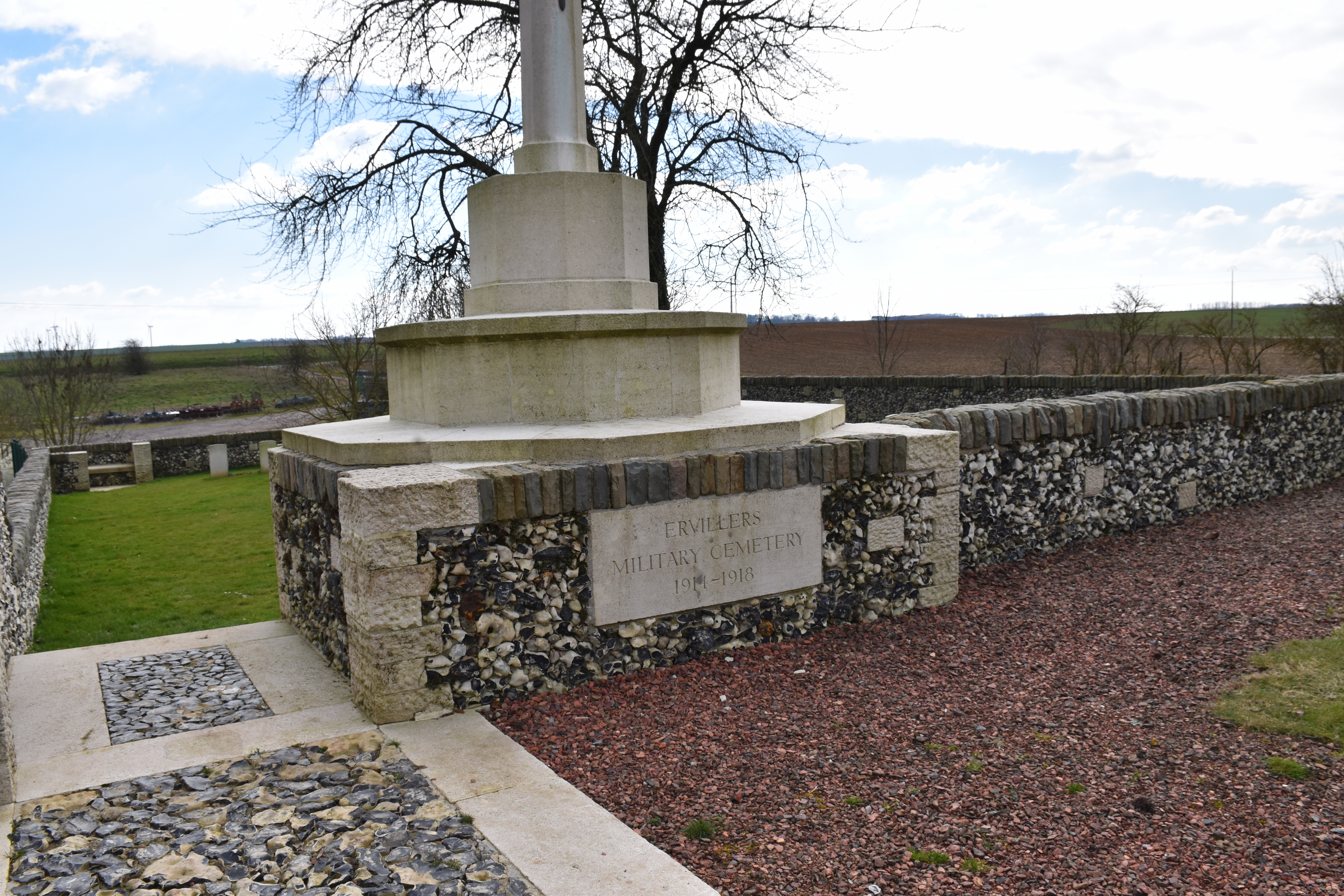
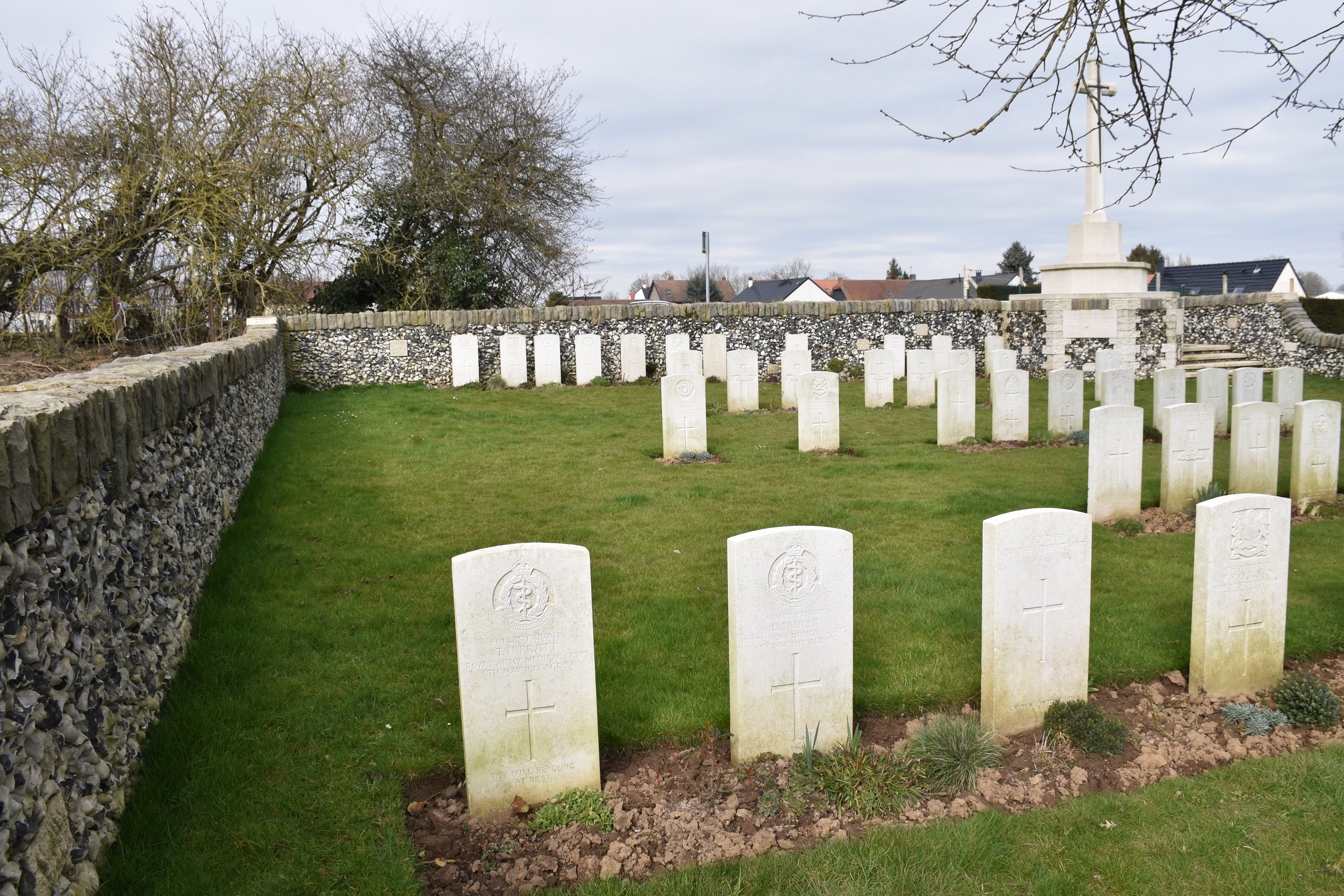
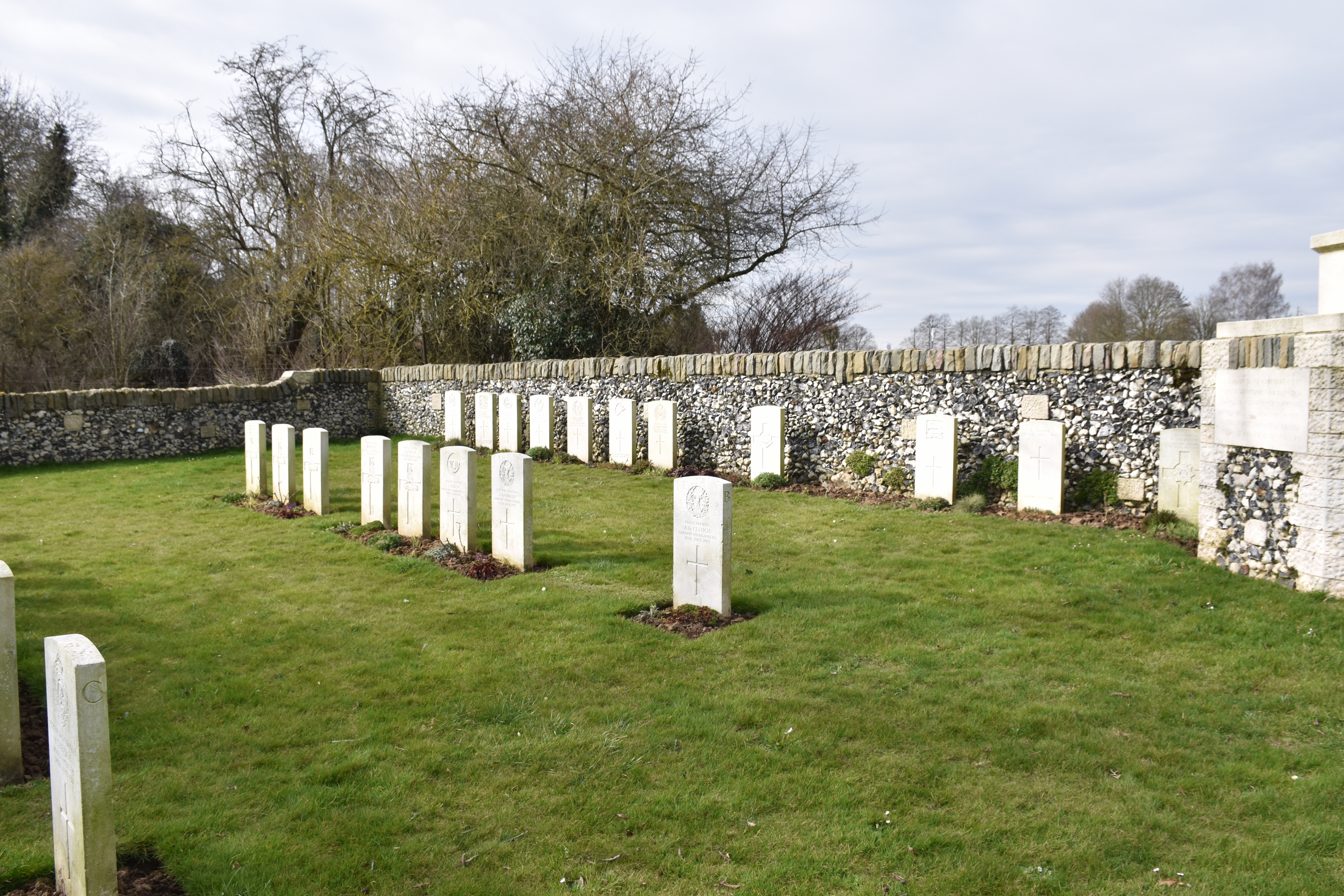
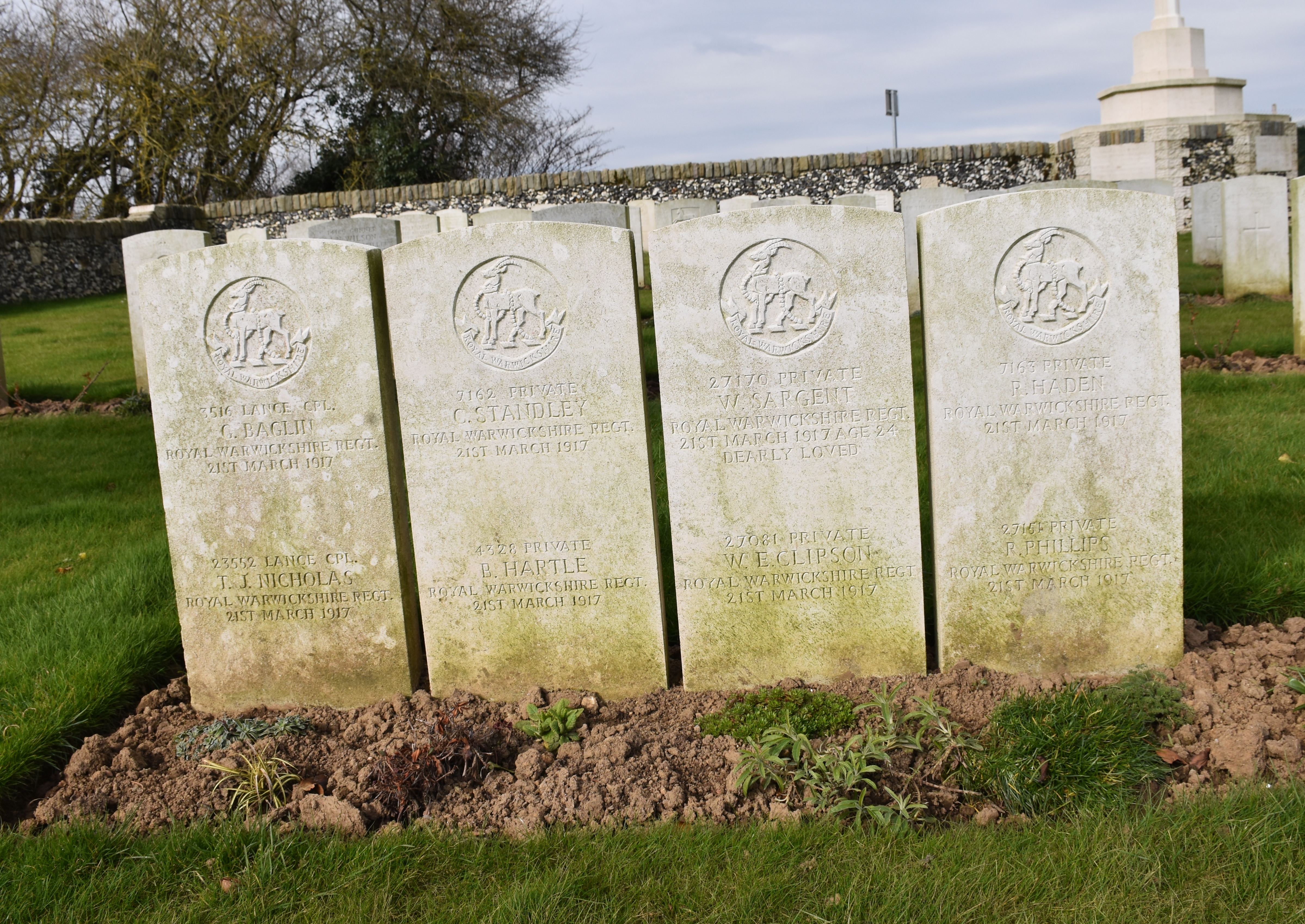
Tombes de 8 soldats du Royal Warwickshire Regiment tous tombés le 21 mars 1917, lors de l'attaque de la Ligne Hindenburg.
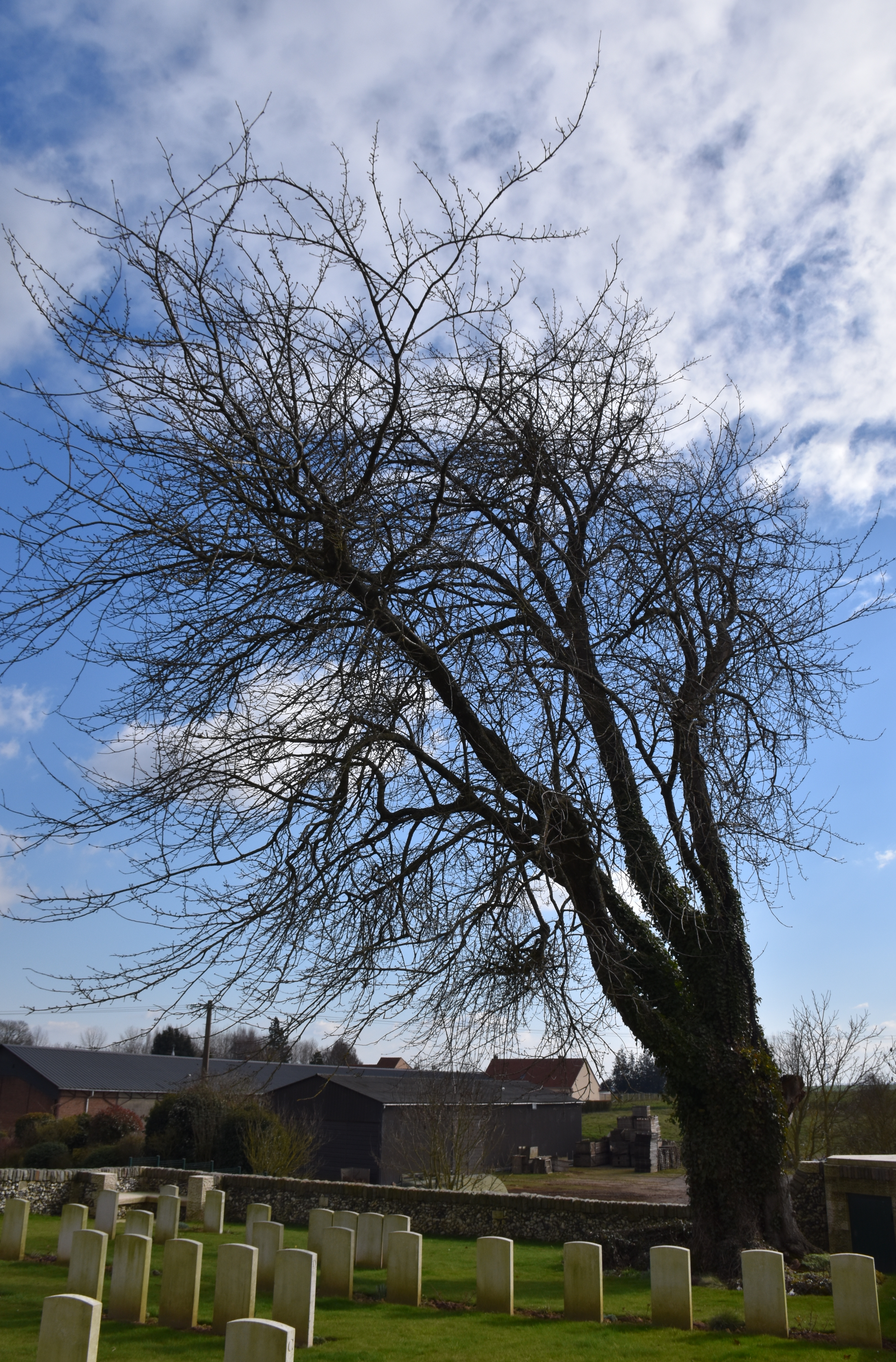

## Pour approfondir